# James Paster és Stephen McCoy
James Emery Paster (1945. január 30. – 1989. szeptember 20.) és Stephen Albert McCoy (1948. december 17. – 1989. május 24.) amerikai sorozatgyilkos párosok voltak akik minimum 3 embert öltek meg 1980. és 1981. között Texas-ban. Paster kivégzése előtt még bevallott két gyilkosságot, de soha nem vádolták meg érte. 

## Gyilkosságok
1980 októberében Paster, McCoy és egy ismerősük, Gary LeBlanc eldöntötték hogy megölik a 38 éves Robert Edward Howardot. Pastert Howard volt felesége és új férje bérelte fel, akik 1000 USD-t és egy motorkerékpárt ígértek neki a gyilkosságért cserébe. 1980. október 25-én Paster, McCoy és LeBlanc társaságában egy houstoni szórakozóhelyhez hajtott, és felvágta Howard teherautójának abroncsait. Amikor Howard visszatért járművéhez, Paster hátulról megközelítette, és halálosan tarkón lőtte, mielőtt elmenekült. 
1980 novemberében ugyanez a trió elrabolta a 27 éves Diana Trevino Olivert, és bekényszerítette a járműbe. Egy mezőre vitték, ahol McCoy megerőszakolta, majd halálosan leszúrta. 
1980. december 31-én a 18 éves Cynthia Darlene Johnsont a trió az út szélén rekedt állapotban találta meg. Egy raktárba vitték, ahol megerőszakolták. LeBlanc ezután megkísérelte megölni úgy, hogy halálra fojtotta, de nem sikerült neki. Paster ezután 1981. január 1-jén a hajnali órákban megölte, és sikeresen megfojtotta. Ezután egy szöget vert az orrába, hogy megbizonyosodjon arról, hogy meghalt. 

## Tárgyalás
1982-ben Paster három életfogytiglani börtönbüntetést kapott Alabamábanegymással nem összefüggő bűncselekményekért: rablásért, elsőfokú rablásért és elsőfokú betörésért. 1983. június 1-jén, miközben az alabamai Holman Büntetés-végrehajtási Intézetben töltötte büntetését, vádat emeltek ellene Robert Howard houstoni meggyilkolásáért. A rendőrség interjút készített Pasterrel a börtönben, ahol magnóra vették a gyilkosságról vallott vallomását.
1983. szeptember 21-én Pastert bűnösnek találták főgyilkosságban, és másnap halálra ítélték Howard meggyilkolásáért. McCoyt, aki a leleplezés idején öt év börtönbüntetését töltötte egy texasi börtönben betörés miatt, bűnösnek találták a főgyilkosságban és nemi erőszakban. 1983. április 19-én vádat emeltek ellene, és 1984. július 26-án főgyilkosságban találták bűnösnek. Másnap halálra ítélték Johnson meggyilkolásáért.
LeBlancot bűnösnek találták a gyilkosságokban részvétele miatt, és harmincöt év börtönbüntetésre ítélték. Enyhébb büntetést kapott a Paster és McCoy elleni vallomásáért cserébe. Howard volt feleségét és új férjét is bűnösnek találták gyilkosságban. Mindegyiket életfogytiglani börtönbüntetésre ítélték Howard meggyilkolásában való részvételük miatt.

## Kivégzések
1989 áprilisában Paster és egy másik fogvatartott megpróbált megszökni a börtönből úgy, hogy átnyomta a szellőzőnyílást, és átfűrészelt egy elszívó ventilátort. A szökés sikertelen volt, miután elkapták őket egy csőfolyosón, visszavitték őket a halálsorra. 
1989. május 24-én McCoyt méreginjekcióval kivégezték a texasi Huntsville-i osztályon Cynthia Johnson megerőszakolása és meggyilkolása miatt. Szemtanúk arról számoltak be hogy hogy a kivégzés kezdetekor McCoy mellkasa megremegett. McCoy zihált, fuldoklott, majd felgörbítette a hátát a nyúlványtól, ahogy a halálos injekcióból származó gyógyszerek hatnak. Az egyik tanú elájult a kivégzés során, és állítólag leütött egy másik tanút. A texasi főügyész Jim Mattox, később azt vallotta, hogy McCoy "valamivel erősebb reakciót mutatott", és "lehet, hogy a gyógyszereket nagyobb dózisban vagy gyorsabban adták be". McCoy utolsó vacsorája egy sajtburger, sült krumpli és egy epres turmix volt. Nem mondott utolsó szavakat.
1989. szeptember 20-án Pastert méreginjekcióval kivégezték a Huntsville-i osztályon Robert Howard halálos meggyilkolása miatt. Kivégzése előtt Paster bevallotta, hogy meggyilkolt két másik nőt Houston körzetében, de soha nem vádolták a gyilkosságokért. Paster utolsó vacsorája steakből, salátából, sült krumpliból és görögdinnyéből állt. 
Mindkettőjüket a Captain Joe Byrd temetőbe temették el őket.

## Fordítás
Ez a szócikk részben vagy egészben  a   James Paster and Stephen McCoy című angol Wikipédia-szócikk ezen változatának fordításán alapul.  Az eredeti cikk szerkesztőit annak laptörténete sorolja fel. Ez a jelzés csupán a megfogalmazás eredetét és a szerzői jogokat jelzi, nem szolgál a cikkben szereplő információk forrásmegjelöléseként.